# 특수부대 자칼
특수부대 자칼(일본어: 特殊部隊ジャッカル, Jackal)은 톱 거너(Top Gunner)라는 제목으로 배급되기도 했던 코나미의 진행형 슈팅 게임이며 1986년에 아케이드 게임으로 출시되었다. 플레이어는 무장 지프차를 조작하여 적 영토에 붙잡힌 포로를 구출해 내어야 한다.
자칼은 원래 TNK III, 이카리 워리어즈와 같은 당시 게임들 일부에 사용된 것과 비슷한 로터리 조이스틱으로 플레이하도록 설계되었다. 로터리 조이스틱을 통해 플레이어는 지프차를 조작할 수 있을뿐 아니라 기관총 포탑의 조준 방향도 통제할 수 있었다. 플레이어는 8방향 중 어느 곳이든 발사할 수 있었다.